# Municipio Simón Bolívar (Anzoátegui)
Simón Bolívar es uno de los 21 municipios del Estado Anzoátegui. Es el más poblado de la entidad siendo su capital la también capital del estado, Barcelona. Tiene una superficie de 1706 km² y una población de 520 122 habitantes (censo 2014).

## Historia

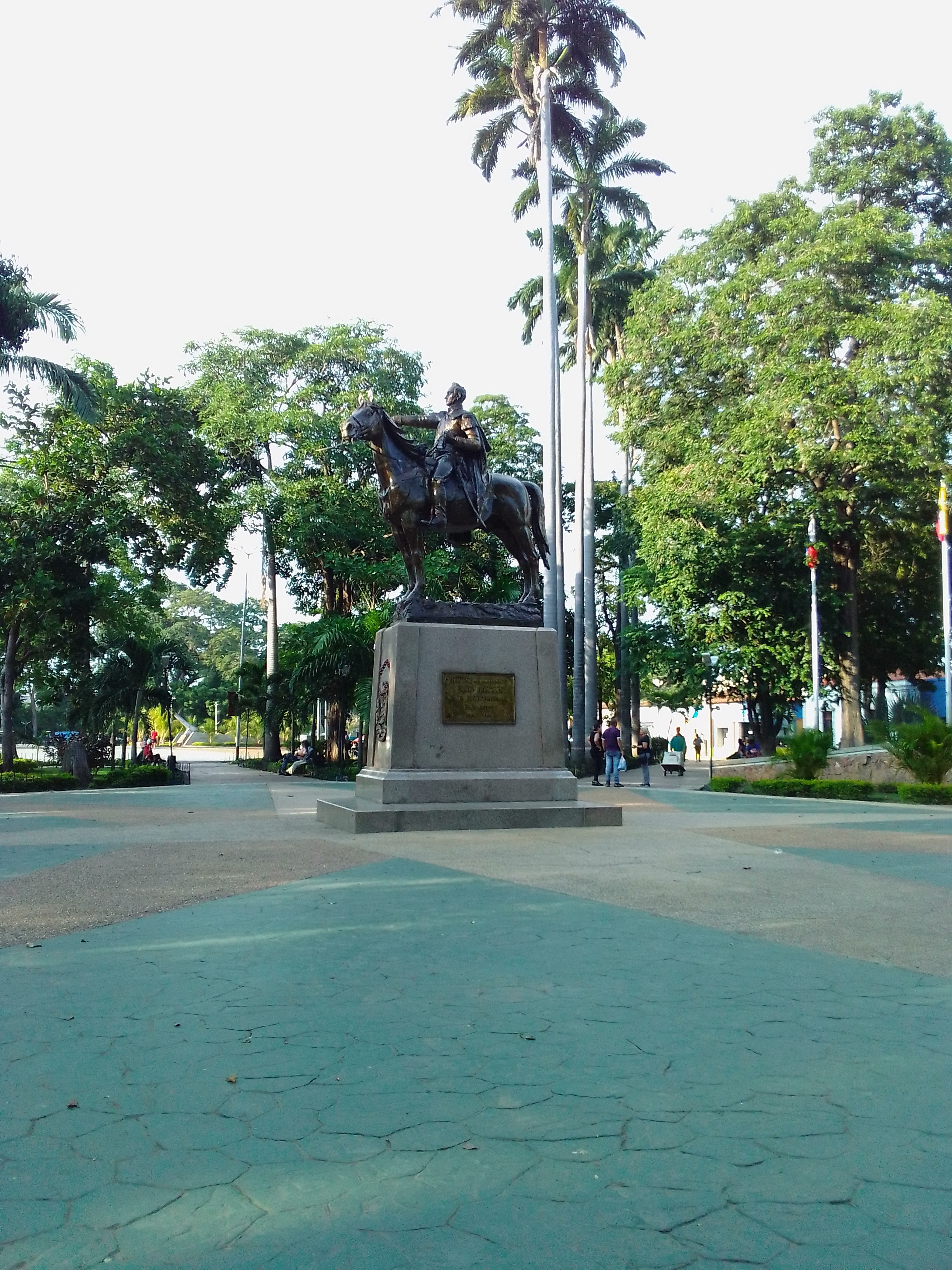
Plaza Bolívar de Barcelona

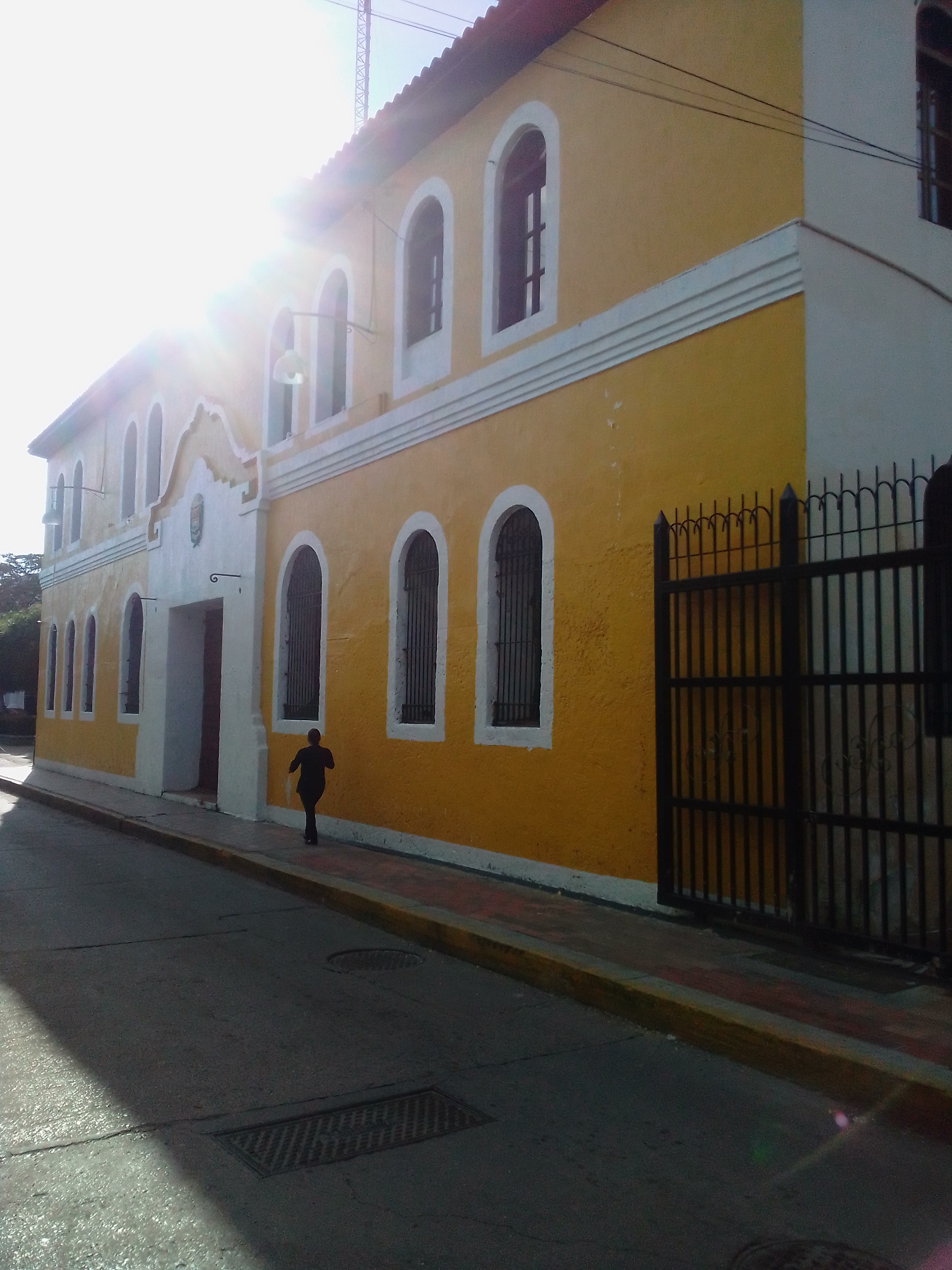
Alcaldía de Barcelona

La ciudad de Barcelona fue establecida el 12 de febrero de 1638 como Nueva Barcelona del Cerro Santo por el conquistador español de origen catalán Joan Orpí. En 1671 fue refundada por el gobernador Sancho Fernández de Angulo a dos km al sur del emplazamiento original. Barcelona era una de las provincias bajo la autoridad de la gobernación de la Nueva Andalucía, también se le llamó provincia de Nueva Barcelona. En 1761, limitaba al norte con la población de Pozuelos; hacia el oeste con el río Unare hasta su cabecera; por el este con la mesa de Guanipa y al sur, con el río Orinoco. Debido a los sucesos del 19 de abril de 1810, en Barcelona se reunió una junta que proclamó el 27 de abril la independencia de la provincia, la cual constituía hasta ese momento el distrito Barcelona de la provincia de Cumaná. El 11 de julio de 1810, la Junta Suprema de Caracas incluyó a Barcelona entre las provincias que desconocían a la autoridad del gobierno español. Después de la caída de la Primera República, las autoridades realistas mantuvieron también la denominación de provincia de Barcelona. El 2 de enero de 1821 dependía de la provincia de Guayana y junto con las de Cumaná y Margarita pasó a formar parte del departamento Orinoco; nuevamente autónoma el 13 de enero de 1830.

## Toponimia
El municipio toma el nombre en honor a Simón Bolívar, Libertador de Venezuela.

## Geografía

### Organización parroquial
| Parroquia         | Superficie | Población    | Densidad       |
| ----------------- | ---------- | ------------ | -------------- |
| Bergantín         | km²        | 4.635 hab.   | hab./km²       |
| Caigua            | km²        | 5.276 hab.   | hab./km²       |
| El Carmen         | km²        | 208.554 hab. | hab./km²       |
| El Pilar          | km²        | 3.083 hab.   | hab./km²       |
| Naricual          | km²        | 23.306 hab.  | hab./km²       |
| San Cristóbal     | km²        | 176.570 hab. | hab./km²       |
| Municipio Bolívar | 1.706 km²  | 421.424 hab. | 269,2 hab./km² |

## Economía
El sector servicios y la industria petrolera son las principales fuentes de recursos del municipio.

### Himno

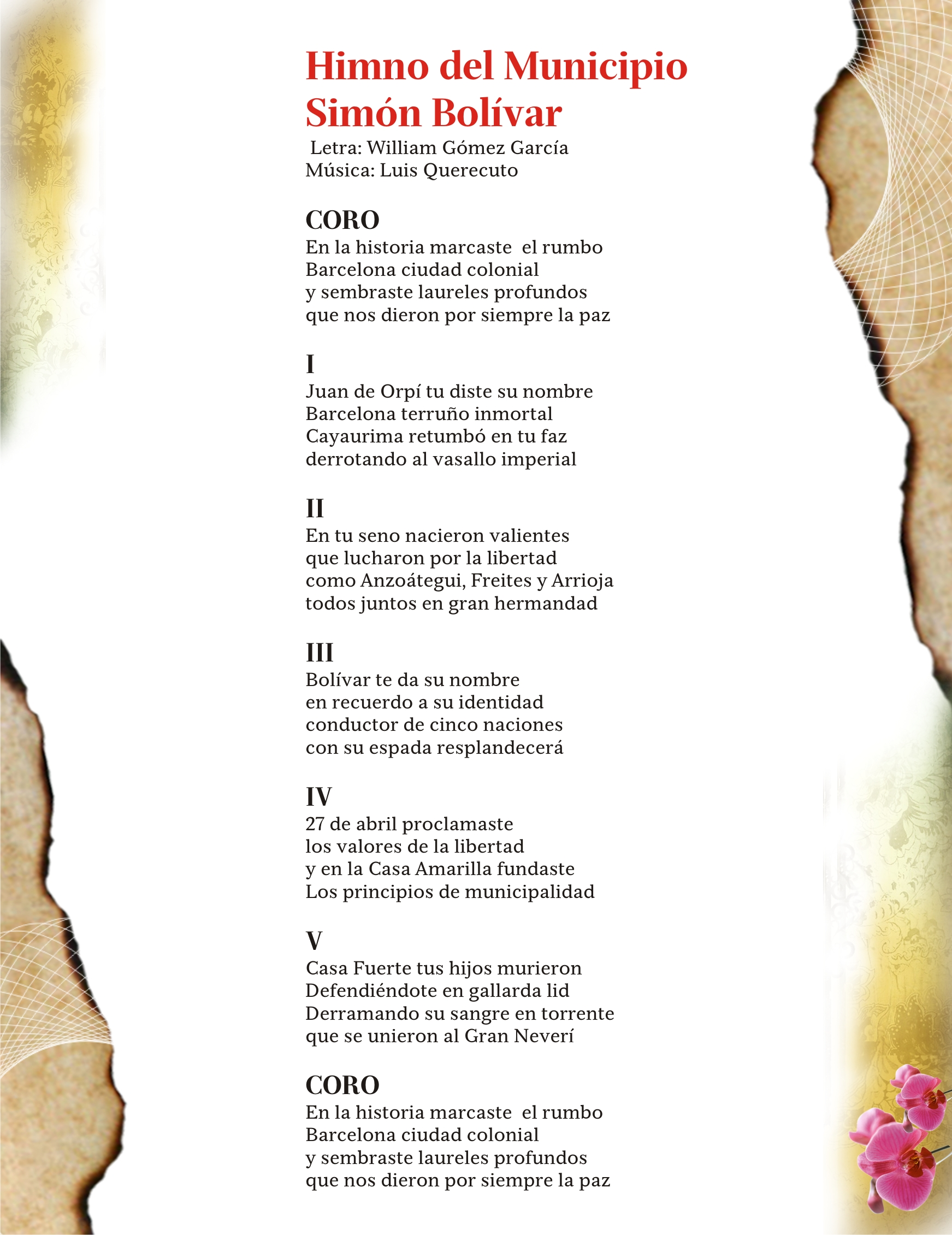
Aprobado por el Concejo Municipal en 2012 con motivo al Aniversario de la Capital

## Política y gobierno

### Alcaldes
| Período     | Alcalde                      | Partido político / Alianza | % de votos | Notas |
| ----------- | ---------------------------- | -------------------------- | ---------- | --- |
| 1989 - 1992 | Dennis Balza Ron             | AD                         | 43,06      | Primer alcalde bajo elecciones directas |
| 1992 - 1994 | Dennis Balza Ron             | AD                         | 51,90      | Reelegido ( No culminó su periodo como alcalde. Renunció para postularse como candidato a la gobernación tras la destitución del gobernador Ovidio González en el año 1994)          |
| 1994 - 1995 | José Gregorio (Goyo) Salazar | AD                         | -          | Segundo alcalde Bajo elecciones directas (Se realizaron elecciones adelantadas tras la Renuncia de alcalde anterior para postularse a la gobernación del estado Anzoategui)          |
| 1995 - 1998 | José Gregorio (Goyo) Salazar | AD                         | -          | Reelegido |
| 1998 - 2000 | Freddy Fuentes               | AD                         | -          | (Alcalde encargado tras la renuncia del alcalde José Gregorio Salazar) (se realizaron elecciones generales adelantadas en el 2000 debido a la aprobación de la Constitución de 1999) |
| 2000 - 2004 | José Pérez Fernández         | MVR                        | 38,32      | Tercer alcalde bajo elecciones directas |
| 2004 - 2008 | José Pérez Fernández         | MVR                        | 53,11      | Reelegido |
| 2008 - 2013 | Inés Sifontes                | PSUV                       | 46,69      | Cuarto alcalde bajo elecciones directas (se postergan 1 año las elecciones municipales pautadas para finales del 2012)                                                               |
| 2013 - 2017 | Guillermo Martínez           | PSUV                       | 52,65      | Quinto alcalde bajo elecciones directas |
| 2017 - 2020 | Luis José Marcano            | PSUV                       | 59,00      | Sexto alcalde bajo elecciones directas. Renunció a su cargo el 03/09/2020 para postularse como candidato a las Elecciones Parlamentarias                                             |
| 2020 - 2021 | Yohana Pérez                 | PSUV                       | -          | Alcaldesa designada tras la renuncia de Luis José Marcano y destituida por el Ministerio Público                                                                                     |
| 2021        | Anyer Henríquez              | PSUV                       | -          | Alcaldesa encargada por la destitución de Yohana Pérez. |
| 2021 - 2025 | Sugey Herrera                | PSUV                       | 51,56      | Séptimo alcalde bajo elecciones directas |

### Concejo municipal
Período 2021 - 2025
| Concejales:            | Partido político / Alianza |
| ---------------------- | -------------------------- |
| Andreina Campos        | PSUV                       |
| Victor Bastardo        | PSUV                       |
| Deliciosamente Barreto | PSUV                       |
| Gregori Núñez          | PSUV                       |
| Hector Galindo         | PSUV                       |
| Janeth García          | PSUV                       |
| Marling Díaz           | PSUV                       |
| José Ballesteros       | PV                         |
| José Alfonzo Porras    | PV                         |
| Geobani Veracierta     | MUD                        |
| Ramon Troncoso         | (Representación Indígena)' |